# 豊村剛
豊村 剛（とよむら ごう、1946年9月15日 - ）は、放送作家。
長崎県出身。新倉イワオに師事し放送作家としてデビュー。現在まで日本テレビを中心に多数のバラエティ番組の構成を手がけている。

## 現在の担当番組

### 日本テレビ系
- 1億人の大質問!?笑ってコラえて!
- 淳のスター発掘大作戦!!（中京テレビ制作）

## 過去の担当番組

### 日本テレビ系
レギュラー番組
- 笑点
- 特ダネ登場!?
- 謎のカーテン!?
- クイズ笑って許して!
- 天才・たけしの元気が出るテレビ!!
- ワールドクイズ ザ・びっくり地球人!
- 今日もワクワク
- クイズ!!体にいいTV
- ビートたけしの全日本お笑い研究所
- クイズ世界はSHOW by ショーバイ!!
  - 新装開店!SHOW by ショーバイ!!
  - 新装開店!SHOW by ショーバイ2
- マジカル頭脳パワー!!
- どちら様も!!笑ってヨロシク
- 世界まる見え!テレビ特捜部
- クイズ どんなMONだい?!
- 投稿!特ホウ王国
- 速報!歌の大辞テン
- 伊東家の食卓
- A（監修名義で参加）
- スター爆笑Q&A（読売テレビ制作）
- 業界クイズ ミニキテ!（中京テレビ制作）

スペシャル番組
- 24時間テレビ 「愛は地球を救う」（1992年の第15回のみ担当）
- 巨泉のワールドスタークイズ
- スーパークイズスペシャル
- 平成あっぱれテレビ
- 世界ビックリ大賞
- たけし&さんまの世紀末特別番組・世界超偉人伝説!!
- 世界の決定的瞬間

### フジテレビ系
- ザ・ジャッジ
- Dのゲキジョー ～運命のジャッジ～
- 独占!金曜日の告白
- たけしのここだけの話（関西テレビ制作）

### TBS系
- たけし・所のドラキュラが狙ってる（毎日放送制作）
- 爆笑学園ナセバナ〜ル!（毎日放送制作）
- 世界の日本人妻は見た!（毎日放送制作）